# Molen Ter Walle

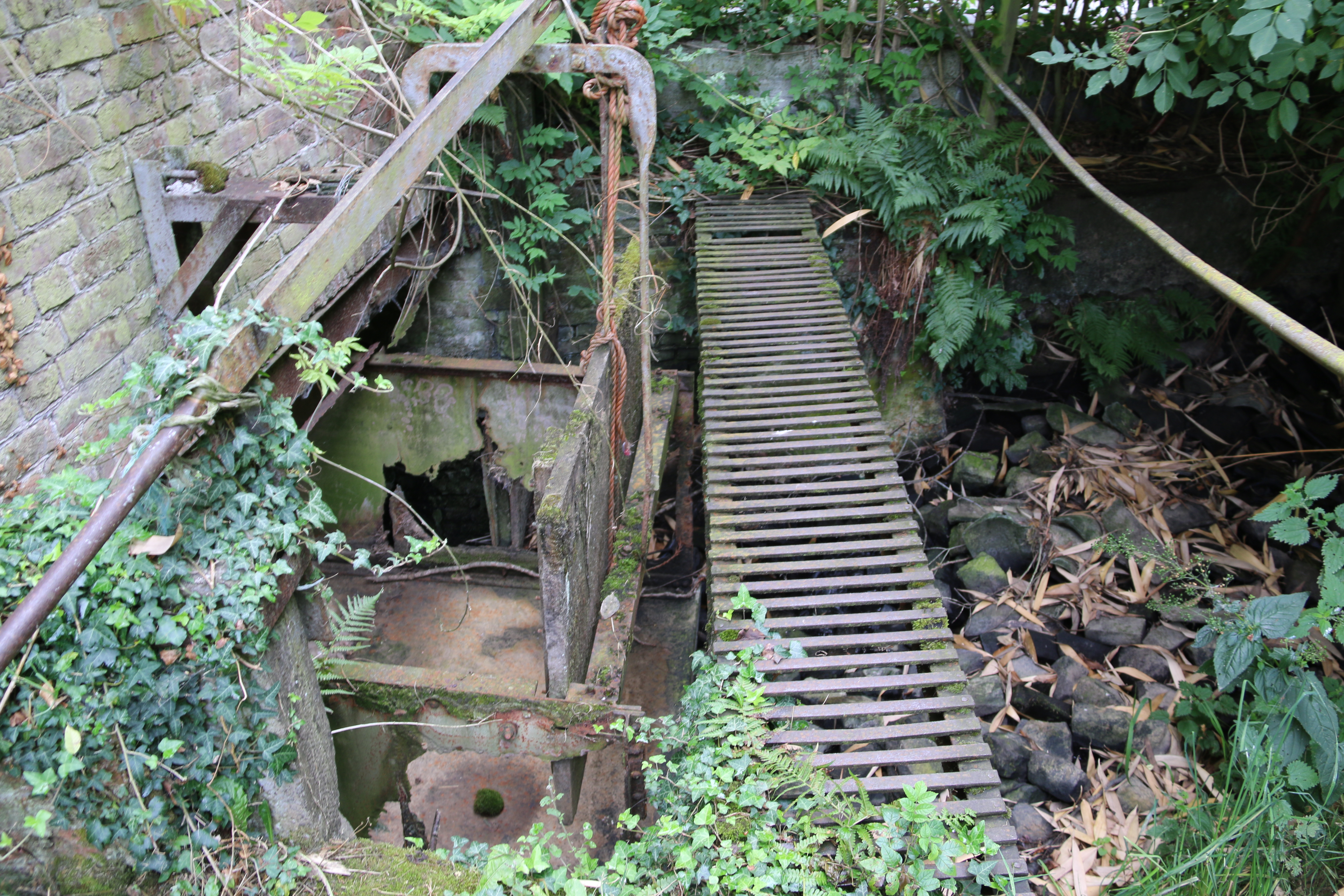

De Molen Ter Walle of Molen Deportemont is een watermolen op de Molenbeek-Terkleppenbeek aan de Watermolenstraat in Zarlardinge, deelgemeente van de Belgische gemeente Geraardsbergen. De watermolen bestond vermoedelijk al in 866 en werd in 1571 al voor het eerst vermeld. In de 19de eeuw werd de graanmolen gemechaniseerd voor meer drijfkracht. De molen was gedurende de 19de en 20ste eeuw in het bezit van de familie Deportemont. Vanaf 2008 werd de molen gerestaureerd en omgebouwd tot bed and breakfast door de nieuwe eigenaren.